# Пушкар
Пушкар (енгл. gunsmith, armourer) је занатлија или (од 20. века) квалификовани радник који оправља, одржава и израђује ручно ватрено оружје. До 20. века у Србији овај занат био је познат као туфегџијски.

## Историја
Ручно ватрено оружје, које се сматра претечама пушака, појавило се почетком 15. века: аркебузе и кулеврине биле су тако тешке и великог калибра (преко 20 мм), да су их послуживала два човека; зато се већином и не убрајају у пушке, већ у њихове претече. Прве праве пушке, мускете фитиљаче, појавиле су се у 16. веку, а почетком 17. века замењене су ефикаснијим кремењачама.
Појавом ватреног оружја настала је потреба за специјалистима за њихово одржавање и оправке. У почетку, ватрено оружје су одржавали ковачи и бравари, који се постепено специјализују за израду и оправку оружја. Временом сви они добијају име пушкари и организују еснафе с искључивим правом израде и оправке оружја. Оружје у војсци оправљају по погодби приватни пушкари. Стални државни пушкари први пут се уводе у коњичке и пешадијске пукове у Пруској 1720. године. У француској војсци, 1775 званично је установљена функција сталних државних пушкара; од 1778. ангажовани су уговором на 2 године, са рангом и платом војника. Касније се њихов положај побољшава: од 1854. имају највише подофицирске чинове. У Русији пушкари су регрутовани из редова занатлија, с тим што су, претходно, завршили стручне курсеве (3-4 године) у фабрикама оружја.

### У Србији
Назив пушка први пут се помиње 1445. у Дубровнику. Војска Ђурђа Бранковића у ратовима на Приморју 1452. и босанска војска при одбрани Кључа (1463) имале су фитиљаче европског и турског порекла. У 17. веку користе се кремењаче, које су пушкари (туфегџије), састављали од увезених делова. Познати центри за израду пушака у 18. веку били су Призрен, Пећ и Ђаковица, са богатим еснафима туфегџија.
У српској и ЈВ пушкари су регрутовани од питомаца Војно-занатлијске школе (Војнотехнички завод) или приватних занатлија који су завршили пушкарски курс у Крагујевцу и положили испит за мајстора пушкара, а дужности су им биле регулисане посебним правилима. После Другог светског рата пешадијско наоружање оправља се у радионицама у којима раде мајстори пушкари и њихови помоћници.